# 473 v. Chr.
Portal Geschichte | Portal Biografien | Aktuelle Ereignisse | Jahreskalender | Tagesartikel

◄ |
6. Jahrhundert v. Chr. |
5. Jahrhundert v. Chr. |
4. Jahrhundert v. Chr. |
►

◄ | 490er v. Chr. | 480er v. Chr. | 470er v. Chr. | 460er v. Chr. |
450er v. Chr. |
►

◄◄ | ◄ | 476 v. Chr. | 475 v. Chr. | 474 v. Chr. | 473 v. Chr. |
472 v. Chr. |
471 v. Chr. |
470 v. Chr. |
► |
►►

## Ereignisse
Am Beginn der auf die Zeit der Frühlings- und Herbstannalen folgenden Zeit der Streitenden Reiche im Kaiserreich China der Zhou-Dynastie erobert König Goujian von Yue den benachbarten Staat Wu. Fuchai, der letzte König von Wu, gerät in Gefangenschaft, in der er sich selbst tötet.